# Тояма, Кэйитиро
Кэйитиро Тояма (яп. 外山圭一郎 Тояма Кэйитиро, род. 1970, Мияконодзё) — японский геймдизайнер, сценарист и руководитель разработки компьютерных игр. Наиболее известный как создатель франшиз Silent Hill, Siren и Gravity Rush.

## Карьера
Студентом Тояма изучал искусство и присоединился к Konami в 1994 году как графический дизайнер. Он был графическим дизайнером и дизайнером персонажей для Sega CD-версии Snatcher и International Track & Field, после этого участвовал в создании Silent Hill. Игра была успешной и породила множество сиквелов, но Тояма покинул Team Silent в 1999 году сразу после релиза Silent Hill и присоединился к Japan Studio для работы над серией игр Siren. Является геймдизайнером Forbidden Siren (2003) и её сиквела Forbidden Siren 2 (2006). В 2008 году, Тояма выпустил Siren: Blood Curse, являющееся переосмыслением оригинальной Forbidden Siren. Затем начал работу над игрой Gravity Rush для PlayStation Vita, вышедшей в 2012 году. Релиз сиквела Gravity Rush 2 состоялся 18 января 2017 года.
13 августа 2020 года он основал Bokeh Game Studio вместе с Кадзунобу Сато и Дзюней Окурой. В сентябре 2020 года Тояма покинул Sony Japan Studio. Причина ухода объяснялась тем, что Sony намеревалась выпускать больше крупнобюджетных игр, а Тояма хотел создавать оригинальные работы без больших финансовых вложений. Став независимым, он смог самореализоваться. Но после этого ему пришлось самостоятельно решать вопросы с издательством, налаживать связи с другими компаниями и получать финансирование.
В 2024 году в интервью GamesRadar+ геймдизайнер сказал, что поскольку его возраст приближается к середине шестого десятка, он не чувствует себя неудовлетворённым, даже если игра Slitterhead может оказаться последней в карьере. Тояма подчеркнул, что нет конкретных планов по прекращению деятельности, его больше беспокоит то, что он может оставить молодым создателям как наставник. В 2025 году в разговоре с Famitsu он указал на желание сделать Slitterhead так, чтобы игра лучше и дольше продавалась, но она стала «культовой», понравившись фанатам, при этом руководитель горько усмехнулся. По его словам, у аудитории была путаница насчёт того, является ли выпуск хоррором или экшеном, в чём есть доля сожаления. Однако разработчики не хотели делать ставку исключительно на атмосферу и довольны тем, что используют свой уникальный стиль, чего не могут позволить себе крупные производители. Bokeh Game Studio работает над следующим проектом.

## Работы
| Год  | Название                    | Издатель                       | Роль                                    |
| ---- | --------------------------- | ------------------------------ | --------------------------------------- |
| 1994 | Snatcher                    | Konami                         | Графический дизайнер (Sega CD)          |
| 1996 | International Track & Field | Konami                         | Дизайнер персонажей                     |
| 1999 | Silent Hill                 | Konami                         | Руководитель, сценарист, дизайнер фонов |
| 2003 | Siren                       | Sony Computer Entertainment    | Руководитель, сценарист                 |
| 2006 | Forbidden Siren 2           | Sony Computer Entertainment    | Руководитель, геймдизайнер, сценарист   |
| 2008 | Siren: Blood Curse          | Sony Computer Entertainment    | Руководитель, геймдизайнер, сценарист   |
| 2012 | Gravity Rush                | Sony Computer Entertainment    | Руководитель, геймдизайнер, сценарист   |
| 2015 | Gravity Rush Remastered     | Sony Computer Entertainment    | Руководитель, геймдизайнер, сценарист   |
| 2017 | Gravity Rush 2              | Sony Interactive Entertainment | Руководитель, геймдизайнер              |
| 2024 | Slitterhead                 | Bokeh Game Studio              | Руководитель                            |